# Max Salomon (Mediziner)
Max Salomon (* 5. April 1837 in Schleswig; † 22. Januar 1912 in Berlin) war ein deutscher Mediziner, Medizinhistoriker, Ophthalmologe und Sozialhygieniker.

## Leben
Max Salomon war der Sohn des Schleswiger praktischen Arztes Salomon Jacob Salomon (1801–1862) und dessen Ehefrau Caroline, geborene Mansfeld. Max Salomon besuchte das Gymnasium in Schleswig, studierte ab 1855 an den Universitäten Kiel, Heidelberg und Berlin Medizin, promovierte 1861 mit seiner Dissertation De exanthematibus artificialibus an der Christian-Albrechts-Universität zu Kiel und bildete sich anschließend in der Augenheilkunde bei Albrecht von Graefe in Berlin weiter. Ab 1862 war er zunächst Assistenzarzt am Altonaer Krankenhaus, wirkte 1864 im Deutsch-Dänischen Krieg im Herzogtum Schleswig als Zivilarzt in österreichischen Kriegslazaretten, war im Deutschen Krieg als Freiwilliger 1866 als Zivilarzt ordinierender Arzt in einem Lazarett in Trautenau und Parschnitz, wurde am 2. November 1866 Militärarzt in der preußischen Armee und 1868 zum Premierleutnant ernannt. Ab 1870 wirkte er als praktischer Arzt und Augenarzt in Hamburg.
Im Jahr 1874 wechselte Max Salomon nach Berlin, wo er in der Folgezeit weiter als Mediziner wirkte und neben eigenen Handbüchern und medizingeschichtlichen Werken auch zahlreiche Biographien für das von August Hirsch in der Zeit von 1884 bis 1888 in sechs Bänden herausgegebene Biographische Lexikon der hervorragenden Aerzte aller Zeiten und Völker verfasste. Als Sozialhygieniker engagierte er sich im Sinne der durch Friedrich Wilhelm Beneke 1880 begründeten Initiative bei der Gründung und dem Erhalt von Kinderheilstätten an den deutschen Seeküsten. Er wurde mit dem österreichischen Goldenen Verdienstkreuz mit Krone ausgezeichnet und führte den Ehrentitel Sanitätsrat.
Max Salomon war mit Lina Cohen, geborene Rosenthal, verheiratet.

## Schriften
- De exanthematibus artificialibus. Ex Off. C.F. Mohr, Kiliae 1861
- Geschichte der Glycosurie von Hippokrates bis zum Anfange des neunzehnten Jahrhunderts. Vogel, Leipzig 1871 (archive.org)
- Die Krankheiten des Linsensystems. Auf Grundlage von v. Graefe's Vorträgen. Vieweg, Braunschweig 1872 (archive.org)
- Handbuch der speciellen internen Therapie. Hempel, Berlin 1885 (archive.org)
- Biographien hervorragender Aerzte. Finsterlin, München 1885 (Digitalisat)
- Giorgio Baglivi und seine Zeit. Ein Beitrag zur Geschichte der Medicin im 17. Jahrhundert. Festschrift zur 800-jährigen Jubelfeier der Universität Bologna. Hirschwald, Berlin 1889 (archive.org)
- Die Kinderheilstätten an den deutschen Seeküsten in ihrem Kampfe gegen die Tuberkulose. Ferdinand Dümmler, Berlin 1899 (archive.org)
- Amatus Lusitanus und seine Zeit. Ein Beitrag zur Geschichte der Medicin im 16. Jahrhundert. Hirschwald, Berlin 1901 (archive.org)
- Die Tuberkulose als Volkskrankheit und ihre Bekämpfung durch Verhütungsmassnahmen. Ein Mahnruf an das deutsche Volk. Karger, Berlin 1904 (Digitalisat)